# Jamesonia crespiana
Jamesonia crespiana là một loài dương xỉ trong họ Pteridaceae. Loài này được Bosco mô tả khoa học đầu tiên năm 1938.
Danh pháp khoa học của loài này chưa được làm sáng tỏ. 